# Chondrostoma orientale
Chondrostoma orientale és una espècie de peix cipriniforme de la família dels ciprínids que es troba al riu Pulwar (Iran).